# Real (Melon Diesel)
Real è il terzo ed ultimo album in studio dei Melon Diesel, pubblicato nel 2003.

## Tracce
1. It's Only You – 2:57
2. Live, Live, Live – 4:37
3. Can I Follow? – 3:35
4. You're Chocolate – 3:41
5. How Do You Feel? – 4:20
6. What's It Gonna Be? – 3:16
7. All That You Want – 4:32
8. Venice – 3:57
9. Daddy's Love – 3:17
10. Love The Great – 4:06
11. The Thought I Feared The Most – 4:03
12. Niña del Sur – 2:59
13. Al otro lado – 3:37
14. Chocolate – 3:41
15. Tal vez – 3:21
16. Náufrago en el Peñón – 4:33
17. Dime por qué – 4:02